# Ćorkovići
Ćorkovići (cyr. Ћорковићи) – wieś w Bośni i Hercegowinie, w Republice Serbskiej, w gminie Kotor Varoš. W 2013 roku liczyła 91 mieszkańców.